# Аммерндорф
Аммерндорф (нім. Ammerndorf) — громада в Німеччині, розташована в землі Баварія. Підпорядковується адміністративному округу Середня Франконія. Входить до складу району Фюрт. 
Площа — 5,06 км2. Населення становить 2037 ос. (станом на 31 грудня 2020).